# Brookfield (Illinois)
Brookfield város az USA Illinois államában Cook megyében. Lakosainak száma 19 476 fő (2020. április 1.).

## Népesség
A település népességének változása:
| Lakosok száma | 1111 | 18 978 | 19 476 |
|               | 1900 | 2010   | 2020   |